# Nachal Sa'id
Nachal Sa'id (hebrejsky נחל סעיד) je vádí v jižním Izraeli, v severozápadní části Negevské pouště, a v pásmu Gazy.
Začíná v nadmořské výšce necelých 100 metrů západně od vesnice Kisufim, v rovinaté, zemědělsky využívané krajině, která díky soustavné kultivaci ztratila pouštní charakter. Směřuje pak k severozápadu, míjí hraniční pahorek Giv'at Gimzit a vstupuje na území pásma Gazy, kde ústí zprava do vádí Nachal Silka.